# Теоклит Червенски
Теоклит  (на гръцки: Θεόκλητος, Теоклитос) е гръцки духовник, епископ на Вселенската патриаршия.

## Биография
Служи като велик протосингел на Вселенската патриаршия. През април 1816 година е избран и по-късно ръкоположен за титулярен диоклийски епископ, викарен епископ на Търновската митрополия. През април 1818 година е избран за червенски епископ в Търновската митрополия. На 24 февруари 1828 година подава подава оставка поради напреднала възраст. Умира около 1830 година.